# Vodacom Blue Bulls
Els Bulls, The Bulls, o actualment Vodacom Blue Bulls, són un equip professional de rugbi a 15 de Pretòria, Sud-àfrica que juguen en la competició Super Rugby. El club s'ha proclamat campió del Super Rugby en tres ocasions: 2007, 2009 i 2010.

## Curs en el Super 12/14
| Any  | Lloc   | Comentari                                                            |
| ---- | ------ | -------------------------------------------------------------------- |
| 1996 | 4      | Northern Transvaal derrotat a la semifinal complir els Blues (rugbi) |
| 1997 | 8      | Northern Transvaal eliminat en l'etapa preliminar. Els Bulls creada. |
| 1998 | 11     | Primera temporada del Bulls                                          |
| 1999 | 12     | -                                                                    |
| 2000 | 11     | -                                                                    |
| 2001 | 12     | -                                                                    |
| 2002 | 12     | -                                                                    |
| 2003 | 6      | -                                                                    |
| 2004 | 6      | -                                                                    |
| 2005 | 3      | Derrota en la semi final, contra els Waratahs                        |
| 2006 | 4      | Derrota en semi final, contra els Crusaders                          |
| 2007 | Campio | Victòria en final, contra els Sharks                                 |
| 2008 | 10     | -                                                                    |
| 2009 | Campió | Victòria en final, contra els Chiefs                                 |
| 2010 | Campió | Victòria en la final, contra els Stormers                            |